# 米拉河齧脂鯉
米拉河齧脂鯉，為輻鰭魚綱脂鯉目脂鯉亞目脂鯉科的其中一個種。分布於南美洲米拉河流域，體長可達9.3公分，棲息在底中層水域，生活習性不明。